# Rocky Horror Glee Show
Rocky Horror Glee Show je pátá epizoda druhé série amerického televizního seriálu Glee a v celkovém pořadí dvacátá sedmá epizoda. Scénář k epizodě i příběh napsal tvůrce seriálu, Ryan Murphy a scenárista Tim Wollaston. Režie se ujal Adam Shankman a epizoda se poprvé na obrazovkách objevila dne 26. října 2010 ve vysílání amerického televizního kanálu Fox. V této epizodě skládá školní sbor poctu muzikálu The Rocky Horror Show z roku 1973, s prvky z jeho filmové adaptace z roku 1975 s názvem Rocky Horror Picture Show, tím, že vytvoří jevištní adaptaci pro školní muzikál. Zatímco se trenérka roztleskávaček Sue Sylvester (Jane Lynch) snaží zničit přípravy muzikálu, tak ve vedoucím sboru Willovi Schuesterovi (Matthew Morrison) stále tkví pocity ke školní výchovné poradkyni Emmě Pillsbury (Jayma Mays). Členové sboru Finn (Cory Monteith) a Sam (Chord Overstreet) se vyrovnávají s problémy tělesného vzhledu. Herci Barry Bostwick a Meat Loaf, kteří se objevili v hlavních rolích v původní filmové adaptaci, měli v této epizodě cameo role.
Prvky z Rocky Horroru byly začleněny do epizody, včetně kostýmů a textů. Tvůrce Richard O'Brien vyjádřil zklamání ohledně ředění hudebních témat a mluvčí pro Gay & Lesbian Alliance Against Defamation (Gay a lesbická aliance proti pomluvě) kritizoval epizodu ohledně použití hanlivého výrazu "tranny" (anglický hanlivý výraz pro transsexuála). Epizodu v den vysílání sledovalo 11,76 milionů amerických diváků. Získala smíšené reakce od kritiků s velkými kontrasty, Erica Futterman z Rolling Stone ji označila jako "epizodu s nejlepším tématem z celého seriálu", zatímco Todd VanDerWerff z The A.V. Club ji nazval jako "nejhorší hodinu v celém seriálu".
Epizoda obsahovala coververze sedmi písní z Rocky Horror. Všechny písně, které zazněly v epizodě, byly vydány na samostatném extended play albu s názvem Glee: The Music, The Rocky Horror Glee Show. Album se umístilo na šestém místě v hitparádě Billboard 200. Značilo to sice nejnižší debut a nejnižší prodeje pro Glee ve Spojených státech, ale zase nejvyšší pozici, kterou kdy dosáhlo album Rocky Horror. Písně získaly smíšené komentáře, zvláště vystoupení s písní "Time Warp", kterému dal Tim Stack z Entertainment Weekly známku A+, ale Matt Zoller Seitz z Slant Magazine ji zkritizoval a označil jako "velmi pravděpodobně to nejslabší, nejméně inspirující ztvárnění", které kdy slyšel.

## Děj epizody
Epizoda se otvírá obrazem červených rtů členky sboru Santany Lopez (Naya Rivera) proti černému pozadí, když zpívá sings "Science Fiction/Double Feature". Ve školní posluchárně nacvičuje sbor muzikál The Rocky Horror Show a zpívají "Over at the Frankenstein Place". Přeruší je doktor Carl Howell (John Stamos), který obviní vedoucího sboru Willa Schuestera (Matthew Morrison, že se mu snaží ukrást jeho přítelkyni, školní výchovnou poradkyni Emmu Pillsbury (Jayma Mays). Epizoda pokračuje ve flashbackovém formátu s Willem, který vytváří události, které vedly ke Carlově obvinění.
Will zjistí, že Emma a Carl navštíví půlnoční promítání filmu The Rocky Horror Picture Show, aby to pomohlo zmírnit její přehnaně opatrné chování. S Emmou jako fanouškem se Will rozhodne režírovat sbor ve školním uvedení tohoto muzikálu. Obsadí hlavní zpěváky Finn Hudson (Cory Monteith) a Rachel Berry (Lea Michele) do hlavních rolí Brada a Janet, Mika Changa (Harry Shum mladší) jako doktora Frank N. Furtera a Sama Evanse (Chord Overstreet) jako Rockyho. Zatímco je Sam pyšný na svou postavu a cítí se ve svém těle výborně, tak se Finn cítí velice nejistě, když zjistí, že se v muzikálu musí objevit ve svém spodním prádle, protože to role vyžaduje.
Trenérka roztleskávaček Sue Sylvester je oslovena novými řediteli zpravodajské stanice Timem Stanwickem (Barry Bostwick) a Barrym Jeffriesem (Meat Loaf), aby ve vysílání uvedení muzikálu tohoto tématu na střední škole zkritizovala. Sue přesvědčí Willa, aby se mohla také zapojit do představení. Mikovi rodiče mu nedovolují hrát roli transvestity Franka N. Furtera, tak Sue vmanipuluje do muzikálu Carla, aby se zachránil muzikál. Přihlašuje se s písní "Hot Patootie", ale cítí, že by bylo více vhodnější, kdyby hrál roli Eddieho. Roli Franka, kterou hraje většinou hraje muž, nakonec připadne Mercedes Jones (Amber Riley).
Will stále více žárlí na Carla, který se připojil k představení. Když Sam začne váhat ohledně svého těsného kostýmu, tak se Will rozhodne, že si roli Rockyho zahraje sám a požádá Emmu, aby s ním vyzkoušela Janetinu svádějící píseň "Touch-a, Touch-a, Touch-a, Touch Me". Will je později zavolán do kanceláře ředitele Figginse (Iqbal Theba), kde se dozvídá, že byl Finn dočasně vyloučen, protože chodil po školních chodbách jen ve svém spodním prádle, aby se mohl lépe sžít se svým kostýmem. Will přesvědčí Figginse, aby trest pro Finna stáhl a epizoda se opět vrátí k úvodní scéně, kdy Carl konfrontuje s Willem ohledně jeho soukromé zkoušky s Emmou. Will je varován nad plánovaným vystoupení proti muzikálu v televizi a připouští, že jeho motivace pro výrobu muzikálu jsou sporné. Řekne Emmě, že přestane zasahovat do jejího vztahu. Ačkoliv zruší muzikál, písně z muzikálu si zpívají ve sboru sami pro sebe a epizoda končí sborovým ztvárněním písně "Time Warp".

## Seznam písní
- "Science Fiction/Double Feature"
- "Over at the Frankenstein Place"
- "Dammit Janet"
- "Hot Patootie"
- "Sweet Transvestite"
- "Touch-a, Touch-a, Touch-a, Touch Me"
- "Time Warp"

## Hrají
| Dianna Agron     | Quinn Fabray          |
| Chris Colfer     | Kurt Hummel           |
| Jane Lynch       | Sue Sylvester         |
| Jayma Mays       | Emma Pillsburry       |
| Kevin McHale     | Artie Abrams          |
| Lea Michele      | Rachel Berry          |
| Cory Monteith    | Finn Hudson           |
| Heather Morris   | Brittany Pierce       |
| Matthew Morrison | William Schuester     |
| Mike O'Malley    | Burt Hummel           |
| Amber Riley      | Mercedes Jones        |
| Naya Rivera      | Santana Lopez         |
| Mark Salling     | Noah „Puck“ Puckerman |
| Jenna Ushkowitz  | Tina Cohen-Chang      |